# 索线虫目
索线虫目（学名：Mermithida）为刺嘴纲的一个目。

## 下级分类
本目包括以下科：
- Isolaimidae
- 索线虫科 Mermithidae Braun, 1883
- 四线科 Tetradonematidae Cobb, 1919